# ۱۱۷۳ (میلادی)
۱۱۷۳ (میلادی) هزار و صد و هفتاد و سومین سال تقویم میلادی است.

## درگذشتگان
‎